# 24 Horas de Le Mans de 1927
As 24 Horas de Le Mans de 1927 foi o 5º grande prêmio automobilístico das 24 Horas de Le Mans, tendo acontecido nos dias 18 e 19 de junho 1927 em Le Mans, França no autódromo francês, Circuit de la Sarthe.

## Resultados Finais
| Pos    | Class | Nº | Equipe                                 | Pilotos                             | Chassis                                | Voltas |
| Pos    | Class | Nº | Equipe                                 | Pilotos                             | Motor                                  | Voltas |
| ------ | ----- | -- | -------------------------------------- | ----------------------------------- | -------------------------------------- | ------ |
| 1      | 3.0   | 3  | Bentley Motors Ltd.                    | Dr. Dudley Benjafield Sammy Davis   | Bentley 3 Litre Super Sport "Old No.7" | 137    |
| 1      | 3.0   | 3  | Bentley Motors Ltd.                    | Dr. Dudley Benjafield Sammy Davis   | Bentley 2.9L I4                        | 137    |
| 2      | 1.1   | 25 | Equipe sem nome                        | André de Victor J. Hasley           | Salmson GS                             | 116    |
| 2      | 1.1   | 25 | Equipe sem nome                        | André de Victor J. Hasley           | Salmson 1.1L I4                        | 116    |
| 3      | 1.1   | 23 | Equipe sem nome                        | Georges Casse André Rousseau        | Salmson GS                             | 115    |
| 3      | 1.1   | 23 | Equipe sem nome                        | Georges Casse André Rousseau        | Salmson 1.1L I4                        | 115    |
| 4      | 1.5   | 15 | Equipe sem nome                        | Lucien Desvaux Fernand Vallon       | S.C.A.P. 1.5 Litre                     | 110    |
| 4      | 1.5   | 15 | Equipe sem nome                        | Lucien Desvaux Fernand Vallon       | S.C.A.P. 1.5L I4                       | 110    |
| 5      | 1.1   | 26 | Etablissements Henri Precioux (E.H.P.) | Guy Bouriat Pierre Bussienne        | E.H.P. DS                              | 108    |
| 5      | 1.1   | 26 | Etablissements Henri Precioux (E.H.P.) | Guy Bouriat Pierre Bussienne        | C.I.M.E. 1.1L I4                       | 108    |
| 6      | 1.1   | 21 | Equipe sem nome                        | André Marandet Gonzaque Lécureul    | S.C.A.P. BDE                           | 106    |
| 6      | 1.1   | 21 | Equipe sem nome                        | André Marandet Gonzaque Lécureul    | S.C.A.P. 1.1L I4                       | 106    |
| 7      | 1.1   | 20 | Equipe sem nome                        | Jean-Albert Gregoire Lucien Lemesle | Tracta                                 | 97     |
| 7      | 1.1   | 20 | Equipe sem nome                        | Jean-Albert Gregoire Lucien Lemesle | S.C.A.P. 1.1L I4                       | 97     |
| 8 NC   | 1.5   | 16 | Equipe sem nome                        | Henri Guilbert Albert Clément       | S.C.A.P.                               | ?      |
| 8 NC   | 1.5   | 16 | Equipe sem nome                        | Henri Guilbert Albert Clément       | S.C.A.P. 1.5L I4                       | ?      |
| 9 DNF  | 2.0   | 4  | Equipe sem nome                        | Robert Laly Jean Chassagne          | Ariés Surbaissée 3 Litre               | 122    |
| 9 DNF  | 2.0   | 4  | Equipe sem nome                        | Robert Laly Jean Chassagne          | Ariés 3.0L I4                          | 122    |
| 10 DNF | 2.0   | 8  | Equipe sem nome                        | Raymond Leroy Pierre Mesnel         | Fasto A3S                              | 96     |
| 10 DNF | 2.0   | 8  | Equipe sem nome                        | Raymond Leroy Pierre Mesnel         | Fasto 2.0L I4                          | 96     |
| 11 DNF | 2.0   | 10 | Equipe sem nome                        | Michel Doré Roger Hellot            | Fasto A3S                              | 75     |
| 11 DNF | 2.0   | 10 | Equipe sem nome                        | Michel Doré Roger Hellot            | Fasto 2.0L I4                          | 75     |
| 12 DNF | 2.0   | 9  | Equipe sem nome                        | "Brosselin" Frédéric Thelluson      | Fasto A3S                              | 72     |
| 12 DNF | 2.0   | 9  | Equipe sem nome                        | "Brosselin" Frédéric Thelluson      | Fasto 2.0L I4                          | 72     |
| 13 DNF | 1.5   | 14 | Equipe sem nome                        | Gaston Motteto Emile Maret          | S.A.R.A. SP7                           | 50     |
| 13 DNF | 1.5   | 14 | Equipe sem nome                        | Gaston Motteto Emile Maret          | S.A.R.A. 1.5L I6                       | 50     |
| 14 DNF | 1.1   | 22 | Equipe sem nome                        | Henri Armand Gaston Duval           | S.A.R.A. ATS                           | 42     |
| 14 DNF | 1.1   | 22 | Equipe sem nome                        | Henri Armand Gaston Duval           | S.A.R.A. 1.1L I4                       | 42     |
| 15 DNF | 5.0   | 1  | Bentley Motors Ltd.                    | Frank Clement Leslie Callingham     | Bentley 4½ Litre "Old Mother Gun"      | 35     |
| 15 DNF | 5.0   | 1  | Bentley Motors Ltd.                    | Frank Clement Leslie Callingham     | Bentley 4.4L I6                        | 35     |
| 16 DNF | 2.0   | 12 | Equipe sem nome                        | Jacques Chanterelle René Schiltz    | Theo Schneider 25 SP                   | 34     |
| 16 DNF | 2.0   | 12 | Equipe sem nome                        | Jacques Chanterelle René Schiltz    | Theo Schneider 2.0L I4                 | 34     |
| 17 DNF | 3.0   | 2  | Bentley Motors Ltd.                    | Andre d'Erlanger George Duller      | Bentley 3 Litre Super Sport            | 34     |
| 17 DNF | 3.0   | 2  | Bentley Motors Ltd.                    | Andre d'Erlanger George Duller      | Bentley 3.0L I4                        | 34     |
| 18 DNF | 2.0   | 11 | Equipe sem nome                        | Robert Poitier Pierre Tabourin      | Theo Schneider 25 SP                   | 26     |
| 18 DNF | 2.0   | 11 | Equipe sem nome                        | Robert Poitier Pierre Tabourin      | Theo Schneider 2.0L I4                 | 26     |
| 19 DNF | 1.1   | 29 | Equipe sem nome                        | Fernand Gabriel Louis Paris         | Ariés 8-10 CV                          | 23     |
| 19 DNF | 1.1   | 29 | Equipe sem nome                        | Fernand Gabriel Louis Paris         | Ariés 1.1L I4                          | 23     |
| 20 DNF | 1.1   | 24 | Equipe sem nome                        | Lionel de Marmier Pierre Goutte     | Salmson GS                             | 21     |
| 20 DNF | 1.1   | 24 | Equipe sem nome                        | Lionel de Marmier Pierre Goutte     | Salmson 1.1L I4                        | 21     |
| 21 DNF | 1.1   | 28 | Equipe sem nome                        | Arthur Duray Roger Delano           | Ariés 8-10 CV                          | 16     |
| 21 DNF | 1.1   | 28 | Equipe sem nome                        | Arthur Duray Roger Delano           | Ariés 1.1L I4                          | 16     |
| 22 DNF | 1.1   | 27 | Etablissements Henri Precioux (E.H.P.) | Henri De Costier Georges Guignard   | E.H.P. DS                              | 8      |
| 22 DNF | 1.1   | 27 | Etablissements Henri Precioux (E.H.P.) | Henri De Costier Georges Guignard   | C.I.M.E. 1.1L I4                       | 8      |
| DNQ    | 1.1   | -  | Equipe sem nome                        | Pierre Fenaille Boussod             | Tracta                                 | -      |
| DNQ    | 1.1   | -  | Equipe sem nome                        | Pierre Fenaille Boussod             | S.C.A.P. 1.1L I4                       | -      |

Legenda :DNQ = Não largou - DNF = Abandono - NC = Não classificado - DSQ= Desqualificado